# Marloes Steenbeek
Marloes Steenbeek (3 de febrero de 2005) es una deportista neerlandesa que compite en natación sincronizada. Ganó una medalla de plata en los Juegos Europeos de Cracovia 2023 y dos medallas de bronce en el Campeonato Europeo de Natación de 2024.

## Palmarés internacional
| Juegos Europeos    | Juegos Europeos    | Juegos Europeos   | Juegos Europeos |
| Año                | Lugar              | Medalla           | Prueba          |
| ------------------ | ------------------ | ----------------- | --------------- |
| 2023               | Oświęcim (Polonia) | Medalla de plata  | Dúo técnico     |
| Campeonato Europeo |                    |                   |                 |
| Año                | Lugar              | Medalla           | Prueba          |
| 2024               | Belgrado (Serbia)  | Medalla de bronce | Solo técnico    |
| 2024               | Belgrado (Serbia)  | Medalla de bronce | Solo libre      |